# Masaryk-Bataillon

Flagge der Interbrigaden

Das Masaryk-Bataillon war ein weitgehend tschechoslowakisches Bataillon der Internationalen Brigaden im Spanischen Bürgerkrieg. Benannt wurde es nach Tomáš Garrigue Masaryk, einem tschechischen Philosophen, Schriftsteller und dem ersten Staatspräsidenten der Tschechoslowakei. Die Aufstellung des Masaryk-Bataillons erfolgte wahrscheinlich im März 1937 in Albacete, dem zentralen Stützpunkt und dem Ausbildungslager der Internationalen Brigaden. Das Bataillon wurde Teil der 129. Internationalen Brigade. Der erste Kommandeur des Masaryk-Bataillons war Fritz Johne.